# Wisła Kraków w sezonie 2022/2023 (piłka nożna)
Sezon 2022/2023 był dla Wisły Kraków pierwszym od 26. lat, a 7. w całej historii klubu, w drugiej klasie rozgrywkowej w polskim systemie ligowym w piłce nożnej.
Zespół przygotowania do sezonu rozpoczął 13 czerwca, a cały okres treningowy spędzono na klubowych obiektach w Myślenicach. Pierwszym spotkaniem, które rozegrała drużyna, był sparing 18 czerwca z Garbarnią Kraków. Sezon ligowy krakowski klub rozpoczął 16 lipca meczem u siebie z Sandecją Nowy Sącz. W rundzie jesiennej drużyna uplasowała się na 10. miejscu w tabeli. Udział w Pucharze Polski zawodnicy Wisły zakończyli w 1/8 finału po porażce z Motorem Lublin.
Krakowski klub na koniec sezonu zajął 4. pozycję, premiowaną turniejem barażowym o miejsce w Ekstraklasie w edycji 2023/2024. W półfinałowym spotkaniu zespół prowadzony przez Radosława Sobolewskiego przegrał na swoim stadionie z Puszczą Niepołomice.

## Działalność klubu

### Przed sezonem
Z powodu podniesienia wieku uczestników Centralnej Ligi Juniorów – z U-18 do U-19, klub nie zdecydował się na reaktywację po dwóch latach przerwy rezerw w małopolskiej 4. lidze.
Sprzedaż karnetów na sezon 2022/23 rozpoczęto na przełomie czerwca i lipca.
Od lipca z roli jednego z sponsorów klubu zrezygnował LV BET, którego logo widniało na strojach meczowych od 2017 roku. Na kolejny sezon została przedłużona umowa z sponsorem strategicznym, Orlen Oil. Przedstawiciele klubu przedłużyli o rok również umowę sponsorską z Astor. W jej ramach na plecach koszulek meczowych pojawiło się logo  Astraada - marki z branży automatyki przemysłowej. Na plecach trykotów ulokowano również logo firmy z sektora technologii, Synerise, której prezesem jest Jarosław Królewski, jeden z udziałowców krakowskiego klubu. Do grona głównych sponsorów dołączył TEXOM, którego znak towarowy umieszczono na spodenkach zawodników pierwszej drużyny.

## Stadion

### Frekwencja
- W rundzie wiosennej podczas modernizacji stadionu przed III Igrzyskami Europejskimi, klub mógł udostępniać kibicom 9,5 tysiąca krzesełek na trybunie C i dolnych sektorach trybuny E. Główny etap prac remontowych zakończono przed półfinałowym meczem barażowym z Puszczą.

### Przed sezonem
Przed rozpoczęciem sezonu Zarząd Infrastruktury Sportowej w Krakowie oraz Towarzystwo Sportowe Wisła Kraków Spółka Akcyjna podpisali aneksy do umów na dzierżawę Stadionu Miejskiego im. Henryka Reymana. Ze względu na prace remontowe, związane z organizacją Igrzysk Europejskich 2023, wyłączono z użytkowania narożnik południowo-wschodni, sektory H11 i H21 oraz trybunę południową wraz z sektorem gości.

## Fortuna I liga
Od sezonu 2008/2009 w lidze występuje 18 zespołów, grając systemem kołowym. Rozegranych zostało 306 meczów w 34 kolejkach sezonu zasadniczego. Do II ligi spadły 3 najsłabsze zespoły. Zmagania rozpoczęły się 16 lipca 2022 roku., a zakończyły 11 czerwca 2023 roku.
Po zakończeniu sezonu rozegrano turniej barażowy o miejsce w Ekstraklasie w sezonie 2023/2024 pomiędzy zespołami, które zajęły w I lidze pozycje 3–6. W półfinałach baraży, które odbyły się 7 czerwca, pary zostały ułożone według klucza 3–6 i 4–5, zaś 11 czerwca w finale zmierzyły się zwycięzcy półfinałów. We wszystkich meczach gospodarzami były drużyny, które zajęły w lidze wyższą pozycję.

### Tabela
| Poz. | Drużyna                      | M  | Punkty | Z  | R  | P  | Bramki | Bramki | Bramki |
| Poz. | Drużyna                      | M  | Punkty | Z  | R  | P  | +      | –      | +/−    |
| ---- | ---------------------------- | -- | ------ | -- | -- | -- | ------ | ------ | ------ |
| 2    | Ruch Chorzów                 | 34 | 62     | 17 | 11 | 6  | 48     | 33     | +15    |
| 3    | Bruk-Bet Termalica Nieciecza | 34 | 61     | 16 | 13 | 5  | 55     | 37     | +18    |
| 4    | Wisła Kraków                 | 34 | 60     | 18 | 6  | 10 | 61     | 38     | +23    |
| 5    | Puszcza Niepołomice          | 34 | 58     | 16 | 10 | 8  | 49     | 36     | +13    |
| 6    | Stal Rzeszów                 | 34 | 51     | 14 | 9  | 11 | 57     | 43     | +13    |

Ostatnia aktualizacja: 34. kolejka

    awans do Ekstraklasy     baraż o miejsce w Ekstraklasie w sezonie 23/24

### Wyniki spotkań
| Mecz           | Data            | Godz. | Stadion       | Przeciwnik                   | Wynik | Punkty | Strzelcy                        |
| -------------- | --------------- | ----- | ------------- | ---------------------------- | ----- | ------ | ------------------------------- |
| Runda jesienna |                 |       |               |                              |       |        |                                 |
| 1              | 16 lipca        | 17:30 | Kraków        | Sandecja Nowy Sącz           | 0:0   | 1      | –                               |
| 2              | 22 lipca        | 20:30 | Rzeszów       | Resovia                      | 2:0   | 4      | Żyro, Łasicki                   |
| 3              | 30 lipca        | 17:30 | Kraków        | Arka Gdynia                  | 1:0   | 7      | Żyro                            |
| 4              | 5 sierpnia      | 20:30 | Opole         | Odra Opole                   | 1:0   | 10     | Kędziora (sam.)                 |
| 5              | 9 sierpnia      | 20:30 | Kraków        | GKS Katowice                 | 2:1   | 13     | Fernández (2)                   |
| 6              | 13 sierpnia     | 17:30 | Tychy         | GKS Tychy                    | 1:3   | 13     | Fernández                       |
| 7              | 20 sierpnia     | 17:30 | Kraków        | Skra Częstochowa             | 3:0   | 16     | Fernández, Młyński, Gruszkowski |
| 8              | 26 sierpnia     | 20:30 | Głogów        | Chrobry Głogów               | 1:2   | 16     | Rodado                          |
| 9              | 2 września      | 20:30 | Kraków        | Puszcza Niepołomice          | 2:3   | 16     | Rodado, Łasicki                 |
| 10             | 10 września     | 17:30 | Rzeszów       | Stal Rzeszów                 | 1:2   | 16     | Żyro                            |
| 11             | 16 września     | 20:30 | Kraków        | Ruch Chorzów                 | 1:1   | 17     | Fernández                       |
| 12             | 30 września     | 20:30 | Chojnice      | Chojniczanka Chojnice        | 0:1   | 17     | –                               |
| 13             | 7 października  | 20:30 | Kraków        | ŁKS Łódź                     | 2:2   | 18     | Jaroch, Fernández               |
| 14             | 15 października | 17:30 | Nieciecza     | Bruk-Bet Termalica Nieciecza | 0:0   | 19     | –                               |
| 15             | 22 października | 17:30 | Kraków        | Podbeskidzie Bielsko-Biała   | 3:3   | 20     | Fernández (2), Jaroch           |
| 16             | 28 października | 20:30 | Sosnowiec     | Zagłębie Sosnowiec           | 2:1   | 23     | Fernández (2)                   |
| 17             | 4 listopada     | 20:30 | Kraków        | Górnik Łęczna                | 1:2   | 23     | Szot                            |
| 18             | 13 listopada    | 12:40 | Niepołomice   | Sandecja Nowy Sącz           | 1:1   | 24     | Łasicki                         |
| Runda wiosenna |                 |       |               |                              |       |        |                                 |
| 19             | 10 lutego       | 20:30 | Kraków        | Resovia                      | 2:0   | 27     | Seweryn (sam.), Fernández       |
| 20             | 18 lutego       | 17:30 | Gdynia        | Arka Gdynia                  | 3:1   | 30     | Moltenis (2), Młyński           |
| 21             | 24 lutego       | 20:30 | Kraków        | Odra Opole                   | 2:1   | 33     | Fernández (2)                   |
| 22             | 4 marca         | 17:30 | Katowice      | GKS Katowice                 | 3:1   | 36     | Fernández (2), Rodado           |
| 23             | 11 marca        | 17:30 | Kraków        | GKS Tychy                    | 2:1   | 39     | Jaroch, Fernández               |
| 24             | 17 marca        | 20:30 | Bełchatów     | Skra Częstochowa             | 3:0   | 42     | Mula, Machala (sam.), Miki      |
| 25             | 1 kwietnia      | 17:30 | Kraków        | Chrobry Głogów               | 4:1   | 45     | Miki, Fernández (2), Rodado     |
| 26             | 8 kwietnia      | 17:30 | Niepołomice   | Puszcza Niepołomice          | 1:2   | 45     | Moltenis                        |
| 27             | 14 kwietnia     | 20:30 | Kraków        | Stal Rzeszów                 | 3:1   | 48     | Fernández, Juncà, Rodado        |
| 28             | 22 kwietnia     | 17:30 | Gliwice       | Ruch Chorzów                 | 0:2   | 48     | -                               |
| 29             | 29 kwietnia     | 17:30 | Kraków        | Chojniczanka Chojnice        | 3:0   | 51     | Tachi, Miki, Igbekeme           |
| 30             | 5 maja          | 20:30 | Łódź          | ŁKS Łódź                     | 2:3   | 51     | Rodado, Fernández               |
| 31             | 12 maja         | 20:30 | Kraków        | Bruk-Bet Termalica Nieciecza | 2:1   | 54     | Miki, Jaroch                    |
| 32             | 20 maja         | 17:30 | Bielsko-Biała | Podbeskidzie Bielsko-Biała   | 3:0   | 57     | Szot, Rodado (2)                |
| 33             | 28 maja         | 12:40 | Kraków        | Zagłębie Sosnowiec           | 1:2   | 57     | Moltenis                        |
| 34             | 3 czerwca       | 17:30 | Łęczna        | Górnik Łęczna                | 3:0   | 60     | Żyro, Szot, Młyński             |

1. ↑  Stadion zastępczy z powodu niespełniania przez obiekt CWKS Resovii wymogów licencyjnych.
2. ↑  Stadion zastępczy Sandecji z powodu budowy nowego obiektu miejskiego w Nowym Sączu.
3. ↑  Stadion zastępczy Skry z powodu niespełniania przez Miejski Stadion Piłkarski Skra w Częstochowie wymogów licencyjnych.
4. ↑  Stadion zastępczy z powodu konieczności demontażu jednego z masztów oświetleniowych na stadionie Ruchu.

Ostatnia aktualizacja: 34. kolejka

    zwycięstwo     remis     porażka

### Baraże o Ekstraklasę
Krakowski klub na koniec sezonu zajął 4. pozycję, premiowaną turniejem barażowym o miejsce w Ekstraklasie w edycji 2023/2024.
| Faza | Data      | Godz. | Stadion | Przeciwnik          | Wynik | Strzelcy |
| ---- | --------- | ----- | ------- | ------------------- | ----- | -------- |
| 1/2  | 6 czerwca | 18:00 | Kraków  | Puszcza Niepołomice | 1:4   | Mula     |

Stan na: 6 czerwca 2023

    zwycięstwo     remis     porażka

### Kolejka po kolejce
| 1  | 2 | 3 | 4 | 5 | 6 | 7 | 8 | 9 | 10 | 11 | 12 | 13 | 14 | 15 | 16 | 17 | 18 | 19 | 20 | 21 | 22 | 23 | 24 | 25 | 26 | 27 | 28 | 29 | 30 | 31 | 32 | 33 | 34 |
| -- | - | - | - | - | - | - | - | - | -- | -- | -- | -- | -- | -- | -- | -- | -- | -- | -- | -- | -- | -- | -- | -- | -- | -- | -- | -- | -- | -- | -- | -- | -- |
| 10 | 3 | 3 | 2 | 1 | 1 | 1 | 1 | 5 | 6  | 7  | 9  | 11 | 11 | 11 | 9  | 10 | 10 | 10 | 7  | 7  | 6  | 4  | 3  | 3  | 3  | 2  | 3  | 3  | 5  | 3  | 3  | 5  | 4  |

    awans do Ekstraklasy     baraże o Ekstraklasę     spadek do II ligi

## Fortuna Puchar Polski
Jako drużyna występująca w sezonie 2021/2022 w rozgrywkach Ekstraklasy, Wisła Kraków rozpoczęła udział w Pucharze od 1 rundy.
| Faza    | Data            | Godz. | Stadion    | Przeciwnik          | Wynik                | Strzelcy                                                             |
| ------- | --------------- | ----- | ---------- | ------------------- | -------------------- | -------------------------------------------------------------------- |
| 1 runda | 30 sierpnia     | 16:15 | Książenice | Legia II Warszawa   | 5:0                  | Duda, Plewka, Rodado (2), Szywacz                                    |
| 1/16    | 19 października | 20:30 | Kraków     | Puszcza Niepołomice | 2:2 (dogr.) 6:5 (k.) | Cissé, Rodado Fernández Rodado Jaroch Moltenis Colley Wachowiak Duda |
| 1/8     | 9 listopada     | 14:30 | Lublin     | Motor Lublin        | 0:1                  | –                                                                    |

Stan na: 9 listopada 2022
1. ↑  Mecz odbył się w ośrodku treningowym Legia Training Center.

    zwycięstwo     remis     porażka

## Mecze towarzyskie
| Data                                | Przeciwnik                 | Miejsce               | Wynik | Strzelcy                               |
| ----------------------------------- | -------------------------- | --------------------- | ----- | -------------------------------------- |
| Rozegrane w przerwie letniej        |                            |                       |       |                                        |
| 18 czerwca                          | Garbarnia Kraków           | Kraków                | 3:1   | Fernández, Bartoń, Szywacz             |
| 25 czerwca                          | Stal Mielec                | Myślenice             | 2:0   | Savić, Bartoń                          |
| 2 lipca                             | GKS Jastrzębie             | Kalwaria Zebrzydowska | 3:0   | Starzyński (2), Fazłagiḱ               |
| 6 lipca                             | Hapoel Beer Szewa          | Myślenice             | 1:0   | Jaroch                                 |
| 9 lipca                             | Podbeskidzie Bielsko-Biała | Bielsko-Biała         | 2:3   | Młyński, Duda                          |
| Rozegrane w trakcie rundy jesiennej |                            |                       |       |                                        |
| 31 lipca                            | ŁKS Łagów                  | Myślenice             | 1:1   | Gądek                                  |
| 23 września                         | Raba Dobczyce              | Dobczyce              | 4:0   | Fernández (2), Hugi, Młyński           |
| Rozegrane w przerwie zimowej        |                            |                       |       |                                        |
| 18 listopada                        | Stal Mielec                | Wola Chorzelowska     | 1:1   | Hugi                                   |
| 25 listopada                        | Górnik Łęczna              | Myślenice             | -     | -                                      |
| 14 stycznia                         | Wisła Płock                | Belek                 | 5:1   | Mula (2), Fernández (2), Rodado        |
| 18 stycznia                         | Szachtar Donieck U-20      | Kumköy                | 1:0   | Szywacz                                |
| 20 stycznia                         | Hebyr Pazardżik            | Kumköy                | 1:0   | Rodado                                 |
| 24 stycznia                         | FK Atyrau                  | Kumköy                | 1:1   | Szot                                   |
| 27 stycznia                         | LASK Linz                  | Kumköy                | 1:3   | Fernández                              |
| 3 lutego                            | Siarka Tarnobrzeg          | Kraków                | 5:2   | Benito (2), Moltenis, Cissé, Fernández |
| Rozegrane w trakcie rundy wiosennej |                            |                       |       |                                        |
| 11 lutego                           | Garbarnia Kraków           | Myślenice             | 2:2   | Benito, Grzybowski                     |
| 25 lutego                           | Polonia Bytom              | Myślenice             | 1:1   | Igbekeme                               |
| 24 marca                            | Odra Opole                 | Kraków                | 1:3   | Żemło (sam.)                           |

1. ↑  Pierwotnie rywalem miała być Resovia, jednak terminarz I ligi zestawił oba kluby w 2. kolejce. Wisła zdecydowała się na zmianę sparingpartnera.
2. ↑  Mecz z okazji stulecia Raby Dobczyce.
3. ↑  Sparing został odwołany z powodu intensywnych opadów śniegu z deszczem. Drużyna odbyła jednostkę treningową.
4. ↑  Sparing z Ruchem Chorzów został odwołany w związku z wylotem wiślackiej drużyny na zimowe zgrupowanie w Turcji.
5. ↑  Pierwotnie rywalem miała być Wieczysta Kraków, jednak sparing został odwołany z inicjatywy wiślackiego klubu. W mecz towarzyskim z Siarką bez udziału publiczności rozegrano 3 połowy: 30, 30, 45 minut.

Stan na: 3 czerwca 2023

    zwycięstwo     remis     porażka

## Zawodnicy

### Skład
| Nr                      | Zawodnik             | Data urodzenia       | W klubie od | Poprzedni klub        | Ekstraklasa | Ekstraklasa | Puchar Polski | Puchar Polski | RAZEM | RAZEM |        |        |
| Nr                      | Zawodnik             | Data urodzenia       | W klubie od | Poprzedni klub        |             |             |               |               |       |       | EKS/PP | EKS/PP |
| ----------------------- | -------------------- | -------------------- | ----------- | --------------------- | ----------- | ----------- | ------------- | ------------- | ----- | ----- | ------ | ------ |
| Bramkarze               |                      |                      |             |                       |             |             |               |               |       |       |        |        |
| 1                       | Kamil Broda          | 19 lipca 2001        | 2017        | Wisła Kraków U-19     | 4           | 0           | 2             | 0             | 6     | 0     | 2/0    | 0      |
| 31                      | Mikołaj Biegański M  | 5 kwietnia 2002      | 2021        | Skra Częstochowa      | 31          | 0           | 1             | 0             | 32    | 0     | 2/0    | 0      |
| 33                      | Dorian Frątczak      | 25 maja 1997         | 2022        | Garbarnia Kraków      | 0           | 0           | 0             | 0             | 0     | 0     | 0      | 0      |
| Obrońcy                 |                      |                      |             |                       |             |             |               |               |       |       |        |        |
| 2                       | Krystian Wachowiak   | 19 października 2001 | 2021        | Chojniczanka Chojnice | 12 (3)      | 0           | 1 (1)         | 0             | 17    | 0     | 1/1    | 0      |
| 3                       | Tachi                | 10 września 1997     | 2023        | Deportivo Alavés      | 11 (3)      | 1           | 0             | 0             | 14    | 1     | 2/0    | 0      |
| 4                       | Adi Mehremić         | 4 marca 1999         | 2020        | CD Aves               | 5 (1)       | 0           | 0             | 0             | 6     | 0     | 1      | 0      |
| 4                       | Boris Moltenis       | 8 maja 1999          | 2022        | US Boulogne           | 22 (1)      | 4           | 2             | 0             | 25    | 4     | 5/2    | 0      |
| 5                       | Joseph Colley        | 13 kwietnia 1999     | 2022        | Chievo Verona         | 15 (1)      | 0           | (1)           | 0             | 17    | 0     | 4/0    | 0      |
| 6                       | Alan Uryga           | 19 lutego 1994       | 2021        | Wisła Płock           | 0           | 0           | 0             | 0             | 0     | 0     | 0      | 0      |
| 8                       | Ivan Jelić Balta     | 17 września 1992     | 2022        | FC Koper              | 13 (3)      | 0           | 1 (2)         | 0             | 19    | 0     | 6/1    | 0      |
| 17                      | Jakub Niewiadomski M | 9 kwietnia 2002      | 2022        | Lech Poznań           | 2 (1)       | 0           | 1             | 0             | 4     | 0     | 1/0    | 0      |
| 20                      | Konrad Gruszkowski   | 27 stycznia 2001     | 2020        | Wisła Kraków U-19     | 4 (11)      | 1           | 2             | 0             | 17    | 1     | 1/0    | 0      |
| 25                      | Bartosz Jaroch       | 25 stycznia 1995     | 2022        | Resovia               | 31 (2)      | 4           | 1 (1)         | 0             | 35    | 4     | 6/1    | 0      |
| 26                      | Igor Łasicki         | 26 czerwca 1995      | 2022        | Pogoń Szczecin        | 32          | 2           | 3             | 0             | 35    | 2     | 10/1   | 0      |
| 28                      | David Juncà          | 16 listopada 1993    | 2023        | Girona FC             | 13          | 1           | 0             | 0             | 13    | 1     | 3      | 0      |
| 43                      | Dawid Szot           | 29 kwietnia 2001     | 2019        | Wisła Kraków U-19     | 6 (7)       | 3           | 1 (1)         | 0             | 15    | 3     | 3/0    | 0      |
| 75                      | Kacper Skrobański M  | 22 lipca 2004        | 2022        | Wisła Kraków U-19     | 1 (2)       | 0           | 2             | 0             | 5     | 0     | 0      | 0      |
| Pomocnicy               |                      |                      |             |                       |             |             |               |               |       |       |        |        |
| 7                       | Igor Sapała          | 11 października 1995 | 2022        | Raków Częstochowa     | 3 (4)       | 0           | 0             | 0             | 7     | 0     | 2      | 0      |
| 7                       | Michaël Pereira      | 8 grudnia 1987       | 2022        | Kocaelispor           | 2 (3)       | 0           | 1             | 0             | 6     | 0     | 1/0    | 0      |
| 8                       | James Igbekeme       | 4 lipca 1995         | 2023        | Real Saragossa        | 10 (4)      | 1           | 0             | 0             | 14    | 1     | 1      | 0      |
| 11                      | Mateusz Młyński      | 2 stycznia 2001      | 2021        | Arka Gdynia           | 14 (13)     | 3           | 1             | 0             | 28    | 3     | 4/0    | 0      |
| 16                      | Jakub Błaszczykowski | 14 grudnia 1985      | 2019        | VfL Wolfsburg         | (2)         | 0           | 0             | 0             | 2     | 0     | 0      | 0      |
| 18                      | Bartosz Talar M      | 23 września 2002     | 2022        | Olympique II Lyon     | 4 (9)       | 0           | 2             | 0             | 15    | 0     | 0      | 0      |
| 22                      | Enis Fazłagiḱ        | 27 marca 2000        | 2022        | MŠK Žilina            | 1 (1)       | 0           | 0             | 0             | 2     | 0     | 0      | 0      |
| 41                      | Kacper Duda M        | 1 stycznia 2004      | 2020        | Wisła Kraków U-19     | 22 (12)     | 0           | 2 (1)         | 1             | 37    | 1     | 9/0    | 0      |
| 53                      | Wiktor Szywacz M     | 6 czerwca 2002       | 2022        | Garbarnia Kraków      | (13)        | 0           | 1 (1)         | 1             | 15    | 1     | 1/0    | 0      |
| 54                      | Piotr Starzyński M   | 22 stycznia 2004     | 2021        | Wisła Kraków U-19     | 2 (10)      | 0           | 1 (1)         | 0             | 14    | 0     | 0      | 0      |
| 66                      | Vullnet Basha        | 11 lipca 1990        | 2022        | AO Ionikos            | 11 (10)     | 1           | 2             | 0             | 23    | 1     | 5/0    | 0      |
| 70                      | Momo Cissé           | 17 października 2002 | 2022        | VfB Stuttgart         | 6 (8)       | 0           | 1             | 1             | 15    | 1     | 1/0    | 0      |
| 73                      | Sławomir Chmiel M    | 5 stycznia 2002      | 2020        | Wisła Kraków U-19     | 0           | 0           | 0             | 0             | 0     | 0     | 0      | 0      |
| 77                      | Dor Hugi             | 10 lipca 1995        | 2021        | SKN St. Pölten        | 5 (3)       | 0           | (1)           | 0             | 9     | 0     | 0/1    | 0      |
| 80                      | Patryk Plewka        | 2 stycznia 2000      | 2017        | Wisła Kraków U-19     | 8 (4)       | 0           | 3             | 1             | 15    | 1     | 0      | 0      |
| Napastnicy              |                      |                      |             |                       |             |             |               |               |       |       |        |        |
| 9                       | Ángel Rodado         | 7 marca 1997         | 2022        | UD Ibiza              | 28          | 8           | (3)           | 3             | 31    | 11    | 1/1    | 0      |
| 10                      | Luis Fernández       | 23 września 1993     | 2022        | Chaur Fakkan          | 29 (2)      | 20          | (2)           | 0             | 33    | 20    | 4/0    | 1      |
| 13                      | Zdeněk Ondrášek      | 22 grudnia 1988      | 2022        | Tromsø IL             | 0 (1)       | 0           | 0             | 0             | 1     | 0     | 0      | 0      |
| 14                      | Michał Żyro          | 20 września 1992     | 2022        | Jagiellonia Białystok | 12 (15)     | 4           | 2             | 0             | 29    | 4     | 3/0    | 0      |
| 15                      | Marcin Bartoń        | 5 lutego 2004        | 2022        | Wisła Kraków U-19     | (1)         | 0           | 0             | 0             | 1     | 0     | 0      | 0      |
| 19                      | Hubert Sobol         | 25 czerwca 2000      | 2021        | Lech Poznań           | (1)         | 0           | 0             | 0             | 1     | 0     | 1/0    | 0      |
| 19                      | Miki Villar          | 19 września 1996     | 2023        | UD Ibiza              | 17          | 4           | 0             | 0             | 17    | 4     | 2/0    | 0      |
| 24                      | Sergio Benito        | 23 marca 1999        | 2023        | Córdoba CF            | 1 (9)       | 0           | 0             | 0             | 10    | 0     | 1/0    | 0      |
| 37                      | Álex Mula            | 23 lipca 1996        | 2022        | CF Fuenlabrada        | 8 (4)       | 2           | 0             | 0             | 12    | 2     | 0      | 0      |
| Stan na: 6 czerwca 2023 |                      |                      |             |                       |             |             |               |               |       |       |        |        |

1. ↑  W kolejkach 4-7 pauzował z powodu urazu mięśniowego.
2. ↑  W kolejkach 4-7 pauzował z powodu urazu mięśniowego.
3. ↑  W kolejkach 1-24 pauzował z powodu uszkodzenia łąkotek i zerwania więzadeł krzyżowych.

- W nawiasach wprowadzenia na boisko.
- odejścia ze składu     przyjścia do składu
- M  W sezonie 22/23 każda drużyna miała obowiązek wystawiania co najmniej jednego młodzieżowca w składzie, którego wiek w rozgrywkach 1. ligi wynosił do 22 lat.

## Transfery

### Przyszli
| Poz            | Nazwisko              | Poprzedni klub         | Typ                   | Koniec          | Kwota transferu | Źródło |
| -------------- | --------------------- | ---------------------- | --------------------- | --------------- | --------------- | ------ |
| Okienko letnie |                       |                        |                       |                 |                 |        |
| OB             | Jakub Niewiadomski    | Lech Poznań            | wolny transfer        | 30 czerwca 2024 | -               | [ 12 ] |
| PO             | Vullnet Basha         | Ionikos                | wolny transfer        | 30 czerwca 2024 | -               | [ 13 ] |
| BR             | Kamil Broda           | Chojniczanka Chojnice  | powrót z wypożyczenia | 30 czerwca 2024 | -               | [ 14 ] |
| BR             | Miłosz Jaskuła        | Stal Brzeg             | powrót z wypożyczenia | 30 czerwca 2022 | -               | [ 15 ] |
| OB             | Daniel Hoyo-Kowalski  | Hutnik Kraków          | powrót z wypożyczenia | 30 czerwca 2024 | -               | [ 16 ] |
| OB             | Krystian Wachowiak    | GKS Tychy              | powrót z wypożyczenia | 30 czerwca 2025 | -               | [ 17 ] |
| OB             | Adi Mehremić          | Maccabi Petach Tikwa   | powrót z wypożyczenia | 30 czerwca 2023 | -               | [ 18 ] |
| OB             | Paweł Koncewicz-Żyłka | Orlęta Radzyń Podlaski | powrót z wypożyczenia | 30 czerwca 2023 | -               | [ 19 ] |
| PO             | Wiktor Szywacz        | Garbarnia Kraków       | powrót z wypożyczenia | 30 czerwca 2024 | -               | [ 20 ] |
| PO             | Sławomir Chmiel       | Hutnik Kraków          | powrót z wypożyczenia | 30 czerwca 2023 | -               | [ 21 ] |
| PO             | Kacper Duda           | Garbarnia Kraków       | powrót z wypożyczenia | 30 czerwca 2023 | -               | [ 22 ] |
| NA             | Hubert Sobol          | Stomil Olsztyn         | powrót z wypożyczenia | 30 czerwca 2024 | -               | [ 23 ] |
| OB             | Bartosz Jaroch        | Resovia                | wolny transfer        | 30 czerwca 2024 | -               | [ 24 ] |
| NA             | Michał Żyro           | Jagiellonia Białystok  | wolny transfer        | 30 czerwca 2024 | -               | [ 25 ] |
| OB             | Igor Łasicki          | Pogoń Szczecin         | wolny transfer        | 30 czerwca 2023 | -               | [ 26 ] |
| PO             | Michaël Pereira       | Kocaelispor            | wolny transfer        | 30 czerwca 2023 | -               | [ 27 ] |
| OB             | Ivan Jelić Balta      | FC Koper               | wolny transfer        | 30 czerwca 2024 | -               | [ 28 ] |
| BR             | Dorian Frątczak       | Garbarnia Kraków       | wolny transfer        | 30 czerwca 2024 | -               | [ 29 ] |
| PO             | Bartosz Talar         | Olympique II Lyon      | wolny transfer        | 30 czerwca 2024 | -               | [ 30 ] |
| NA             | Ángel Rodado          | UD Ibiza               | wolny transfer        | 30 czerwca 2025 | -               | [ 31 ] |
| OB             | Boris Moltenis        | US Boulogne            | wolny transfer        | 30 czerwca 2023 | -               | [ 32 ] |
| Okienko zimowe |                       |                        |                       |                 |                 |        |
| PO             | Igor Sapała           | Raków Częstochowa      | wolny transfer        | 30 czerwca 2025 | -               | [ 33 ] |
| NA             | Álex Mula             | CF Fuenlabrada         | wolny transfer        | 30 czerwca 2023 | -               | [ 34 ] |
| OB             | David Juncà           | Girona FC              | wolny transfer        | 30 czerwca 2023 | -               | [ 35 ] |
| OB             | Tachi                 | Deportivo Alavés       | wolny transfer        | 30 czerwca 2024 | -               | [ 36 ] |
| NA             | Sergio Benito         | Córdoba CF             | wolny transfer        | 30 czerwca 2024 | -               | [ 37 ] |
| NA             | Miki Villar           | UD Ibiza               | wolny transfer        | 30 czerwca 2024 | -               | [ 38 ] |
| PO             | James Igbekeme        | Real Saragossa         | wypożyczenie          | 30 czerwca 2023 | -               | [ 39 ] |

Stan na: 3 czerwca 2023

### Odeszli
| Poz            | Nazwisko              | Nowy klub                  | Typ                   | Kwota transferu | Źródło |
| -------------- | --------------------- | -------------------------- | --------------------- | --------------- | ------ |
| Okienko letnie |                       |                            |                       |                 |        |
| PO             | Elvis Manu            | Botew Płowdiw              | koniec kontraktu      | -               | [ 40 ] |
| PO             | Marko Poletanović     | Zagłębie Lubin             | transfer              | 400 000 zł      | [ 42 ] |
| NA             | Jan Kliment           | Viktoria Pilzno            | rozwiązanie kontraktu | -               | [ 43 ] |
| OB             | Maciej Sadlok         | Ruch Chorzów               | koniec kontraktu      | -               | [ 44 ] |
| OB             | Matěj Hanousek        | Sparta Praga               | koniec wypożyczenia   | -               | [ 45 ] |
| OB             | Giorgi Citaiszwili    | Dynamo Kijów               | koniec wypożyczenia   | -               | [ 45 ] |
| OB             | Michal Frydrych       | Baník Ostrawa              | koniec kontraktu      | [ 46 ]          |        |
| OB             | Serafin Szota         | Widzew Łódź                | transfer              | 40 000 €        | [ 48 ] |
| OB             | Sebastian Ring        | Amiens SC                  | rozwiązanie kontraktu | -               | [ 49 ] |
| PO             | Stefan Savić          | Tuzlaspor                  | rozwiązanie kontraktu | -               | [ 50 ] |
| PO             | Gieorgij Żukow        | Cangzhou Mighty Lions      | koniec kontraktu      | -               | [ 51 ] |
| BR             | Paweł Kieszek         | União Leiria               | koniec kontraktu      | -               | [ 52 ] |
| BR             | Kacper Rosa           | Stilon Gorzów Wielkopolski | koniec kontraktu      | -               | [ 52 ] |
| PO             | Michal Škvarka        | APO Lewadiakos             | rozwiązanie kontraktu | -               | [ 53 ] |
| PO             | Nikola Kuveljić       | FK TSC Bačka Topola        | wypożyczenie          | -               | [ 54 ] |
| OB             | Paweł Koncewicz-Żyłka | Wieczysta Kraków           | wypożyczenie          | -               | [ 55 ] |
| PO             | Enis Fazłagiḱ         | DAC 1904 Dunajská Streda   | wypożyczenie          | -               | [ 56 ] |
| OB             | Daniel Hoyo-Kowalski  | Wieczysta Kraków           | wypożyczenie          | -               | [ 57 ] |
| PO             | Adi Mehremić          | İstanbulspor A.Ş.          | transfer              | brak danych     | [ 58 ] |
| NA             | Hubert Sobol          | Górnik Łęczna              | wypożyczenie          | -               | [ 59 ] |
| Okienko zimowe |                       |                            |                       |                 |        |
| PO             | Michaël Pereira       | Apollon Smyrnis            | rozwiązanie kontraktu | -               | [ 60 ] |
| PO             | Dor Hugi              | Bene Sachnin               | wypożyczenie          | -               | [ 61 ] |
| PO             | Sławomir Chmiel       | Hutnik Kraków              | transfer              | -               | [ 62 ] |
| OB             | Ivan Jelić Balta      | FK Sarajevo                | wypożyczenie          | -               | [ 63 ] |
| OB             | Krystian Wachowiak    | Stal Rzeszów               | transfer              | -               | [ 64 ] |

Stan na: 3 czerwca 2023

## Zarząd i sztab szkoleniowy

### Przed sezonem
Klub po spadku z Ekstraklasy ogłosił kontynuację pracy Jerzego Brzęczka na stanowisku głównego trenera. Umów nie przedłużono z analitykiem, Dominikiem Dydułą, który w Wiśle pracował od 2019 roku oraz trenerem bramkarzy Maciejem Kowalem. Jego stanowisko w sztabie szkoleniowym objął Artur Łaciak, dla którego był to powrót na Reymonta po dwóch latach przerwy. Współpracę z klubem zakończyli także trenerka przygotowania motorycznego Agnieszka Jasek-Stanek oraz masażysta Marcin Dudzik.
Pod koniec lipca, w związku z ogłoszoną rezygnacją po spadku drużyny, Dawid Błaszczykowski i Maciej Bałaziński przestali pełnić po dwóch latach role prezesa i wiceprezesa Wisły. Od sierpnia stanowisko objął Władysław Nowak, współwłaściciel Nowak-Mosty, jednego z głównych sponsorów klubu.